# Majstor Radovan
Majstor Radovan je bio kipar i arhitekt koji je živio u Dalmaciji u 13. stoljeću. Njegovo najpoznatije djelo je Radovanov portal u Trogiru koji je isklesao 1240. godine i potpisao natpisom na luneti: FUNDATUR VALVE POST PARTUM VIRGINIS ALME PER RADUANUM CUNCTIS ..., što bi značilo da je majstor Radovan bio ponajbolji u umijeću skulpture, a portal je završio u vrijeme biskupa Treguana iz Firence.
Svojim djelom Radovan se predstavlja kao izrazita individualnost. Mogao je učiti samo u krugu najnaprednije francuske monumentalne katedralne skulpture svog doba i u Antelamijevom krugu u Italiji, ali je nesumnjivo sve poticaje samostalno preradio i, razvijajući naročito, emotivne i realističke tendencije gotike, obogatio ih lokalnom dalmatinskom tematikom i sadržajima suvremenoga trogirskog ambijenta. Radovan u romaničkim reljefima trogirskog portala primjenjuje bitnu inovaciju suvremenoga gotičkog humanizma i realizma. Portal nije samo najmonumentalnije djelo romaničko-gotičke skulpture u Hrvatskoj nego je značenje trogirskog portala u cijelom jadranskom bazenu izuzetno i prvorazredno. 
Njegova kiparska radionica u Trogiru zaslužna je za mnoga umjetnička djela i u drugim dalmatinskim gradovima (poput skulptura na zvoniku splitske katedrale) i obilježila je 13. i 14. st.

## Vanjske poveznice
- LZMK / Hrvatska enciklopedija: Radovan
- Hrcak.srce.hr – Radoslav Bužančić: "Majstor Radovan i nedovršeni romanički portal trogirske katedrale
- Open Library.com – Majstor Radovan i njegovo doba, zbornik radova međunarodnog znanstvenog skupa održanog u Trogiru 26. – 30. rujna 1990. godine